# Hassania El Azzar
Hassania El Azzar, née le 7 mars 1985, est une judokate et samboïste marocaine.

## Carrière
Hassania El Azzar remporte dans la catégorie des moins de 70 kg la médaille de bronze aux Jeux panarabes de 2007 au Caire et aux Championnats d'Afrique de judo 2008 à Agadir.
Elle est médaillée d'argent dans la catégorie des moins de 68 kg aux Championnats d'Afrique de sambo 2015 à Casablanca et dans la catégorie des moins de 64 kg aux Championnats d'Afrique de sambo 2016 à Niamey.